# Montalieu-Vercieu
 Montalieu-Vercieu  es una población y comuna francesa, en la región de Ródano-Alpes, departamento de Isère, en el distrito de La Tour-du-Pin y cantón de Morestel.

## Demografía
| 498 | 383 | 807 | 678 | 907 | 1 032 | 1 274 | 1 507 | 1 506 | 1 727 | 1 768 | 1 869 | 1 771 | 1 944 | 1 955 | 2 098 | 2 023 | 2 012 | 2 125 | 2 077 | 1 980 | 1 683 | 1 874 | 2 050 | 1 742 | 1 561 | 1 577 | 1 754 | 1 842 | 1 756 | 2 329 | 2 076 | 2 178 |
| Para los censos de 1962 a 1999 la población legal corresponde a la población sin duplicidades (Fuente: INSEE [Consultar]) |     |     |     |     |       |       |       |       |       |       |       |       |       |       |       |       |       |       |       |       |       |       |       |       |       |       |       |       |       |       |       |       |